# Tapanahony (rijeka)
Tapanahony (ponekad se naziva Tapanahoni) je velika rijeka u jugoistočnom dijelu Surinama, Južna Amerika. Rijeka izvire u južnom dijelu planina Eilerts de Haan, blizu granice s Brazilom. Ulijeva se u rijeku Maroni na mjestu zvanom Stoelmanseiland. Uzvodno postoje mnoga sela naseljena indijskim narodom Tiriyó, dok nizvodno sela naseljavaju indijanska plemena Wayana i Maroon Ndyuka.

## Sela uz rijeku

### Pleme Tiriyó
- Aloepi 1 i 2
- Paloemeu
- Pelelu Tepu

### Pleme Ndyuka
- Diitabiki
- Godo Holo [1]
- Moitaki
- Poeketi

### Pleme Wayana
- Apetina

## Vanjske poveznice
|  | Zajednički poslužitelj ima još gradiva o temi Tapanahony (rijeka) |